# 15 Eunomia
15 Eunomia è un asteroide della fascia principale del diametro medio di circa 250 km. Scoperto nel 1851, presenta un'orbita caratterizzata da un semiasse maggiore pari a 2,6436898 au e da un'eccentricità di 0,1861777, inclinata di 11,75361° rispetto all'eclittica.
L'asteroide è dedicato all'omonima divinità della mitologia greca, una delle Ore, personificazione dell'ordine e della legge. L'attribuzione del nome fu fatta dallo stesso Annibale de Gasparis a seguito della scoperta avvenuta il 29 luglio 1851 all'Osservatorio astronomico di Capodimonte. Allo scoperta de Gasparis lo classificò come oggetto della 9 magnitudine.
Eunomia è uno degli asteroidi della fascia principale di maggiori dimensioni nonché il maggiore della famiglia di cui è eponimo. Come gli altri corpi appartenenti alla classe spettrale S è di colore chiaro ed è composto da silicati, nichel e ferro.

## Orbita
L'orbita di Eunomia è in risonanza 16:7 con Marte ed è caratterizzata da un tempo di Ljapunov di 25.000 anni oltre il quale diventa caotica, ovvero impredicibile.
Ha una magnitudine apparente media di 8,5 che giunge fino a 7,9 in caso di opposizione prossima al perielio.
Finora sono state osservate solo tre occultazioni stellari di Eunomia.
Il 19 febbraio 1917 l'asteroide avrebbe avuto un incontro ravvicinato con la cometa periodica 295P/LINEAR, i due corpi celesti sarebbero passati a sole 0,0331 ua, il condizionale è dovuto al fatto che le forze non gravitazionali della cometa possono rendere non pienamente attendibili i calcoli ottenuti con le sole perturbazioni gravitazionali. È invece certo, e fu anche osservato, il passaggio ravvicinato dell'asteroide (50278) 2000 CZ12 che il 4 marzo 2002 transitò a soli 55.000 km subendo un'alterazione dei propri parametri orbitali.

## Caratteristiche fisiche
Ha una curva di luce piuttosto variabile, che indicherebbe un oggetto di forma allungata, pressoché ovoidale con la dimensione maggiore compresa tra i 300 e 350 km e quella minore intorno ai 200 km.
Nel 1985, un team di astronomi italiani ipotizzò la presenza di un satellite dell'asteroide con un diametro di 180 km, orbitante a 300 km dalla sua superficie, ma l'ipotesi fu successivamente scartata.
La sua effettiva massa è stata inizialmente sottostimata di un ordine di grandezza tanto da ritenere che fosse poroso e con una densità media inferiore a quella dell'acqua: questa convinzione fu dapprima messa in dubbio e infine confutata da uno studio del 2006.
Per via della sua massa, Eunomia è uno dei corpi minori che il Minor Planet Center considera tra i pertubatori delle orbite degli oggetti più piccoli.
Le analisi spettrografiche indicano che la composizione di Eunomia non è omogenea: nella maggior parte del corpo prevale la presenza di olivina, mentre in una piccola regione è ricca di pirosseno e materiali basaltici. Questa lascia immaginare che Eunomia in un lontano passato avesse processi magmatici in corso e che attraversò una fase di differenziazione. Questo processo fu interrotto probabilmente da un impatto catastrofico che strappò a Eunomia gran parte del mantello dando origine agli asteroidi della famiglia che infatti presentano una costituzione ricca di pirosseno: l'attuale asteroide sarebbe quindi la parte del corpo progenitore sopravvissuta all'impatto.

## Eunomia nella finzione
- Nel 1962 Arkadij e Boris Strugackij ambientano un capitolo del romanzo Apprendisti su Eunomia: una stazione scientifica, situata sul pianetino, ne distrugge grandi porzioni nei suoi esperimenti avanzati.
- Nel 1972 Arthur C. Clarke nel romanzo Incontro con Rama indica Eunomia come uno degli asteroidi posto sotto controllo.
- Nel 1995 nel videogioco Descent uno dei livelli è ambientato in una miniera posta su Eunomia.
- Nel 2016 Denis Villeneuve per la nave aliena del film Arrival si è ispirato alla forma di Eunomia.[16][17]